# Seth Doliboa
Seth Doliboa é um ex-jogador de basquetebol norte-americano. Depois de alguns anos na NBA Development League, Seth decidiu viajar para a Europa, onde começou a alcançar mais sucesso. 
Representou o SL Benfica em Portugal em duas ocasiões; 2008-09 e 2011-2015.

## Títulos
SL Benfica
- Liga Portuguesa de Basquetebol: 2008-09; 2011-12; 2012-13; 2013-14; 2014-15
- Taça de Portugal: 2013-14; 2014-15
- Supertaça: 2008; 2011; 2012; 2013; 2014
- Taça Hugo dos Santos: 2012-13; 2013-14; 2014-15
- Troféu António Pratas: 2008-09; 2011-12; 2012-13; 2014-15

## Prémios Individuais
SL Benfica
- MVP Nacional: 2008-09